# Collectanea Cisterciensia
Collectanea Cisterciensia ist der Titel einer vom Zisterzienserorden der strengeren Observanz (OCSO) herausgegebenen Zeitschrift. Sie wurde 1934 als offizielles Periodikum des Ordens geschaffen und erscheint bis heute vierteljährlich vorwiegend in französischer Sprache. Gründungsziele des Periodikums sind die Stärkung der Ordensidentität in der Tradition der Zisterzienser; Leser sollen durch Beiträge über Spiritualität, Ordensgeschichte und Liturgie zu einer tieferen Kenntnis des Ordens von Cîteaux angeregt werden.
Unter den wichtigen Autoren, die in der Zeitschrift Arbeiten veröffentlicht haben, sind zu nennen: Jean Leclercq (OSB), der sich vor allem mit der monastischen Wissenschaftspflege beschäftigt hat, Anselme Dimier (OCSO), der zahlreiche wichtige Arbeiten zur Architektur des Zisterzienserordens vorgelegt hat sowie André Louf (OCSO), dessen Forschungsinteresse vor allem dem monastisch-geistlichen Leben gewidmet waren. Weiters zu nennen ist ein Mitbegründer der Collectanea, Camille Hontoir (OCSO), der von 1934 bis 1954 der erste Schriftleiter des Ordensperiodikums war und zahlreiche Beiträge für die Zeitschrift verfasst hat. Hontoir schrieb auch neun Artikel für das renommierte Dictionnaire de Spiritualité. 
Im Rahmen der Collectanea erscheint seit 1959 ein Bulletin zur monastischen Spiritualität und deren Geschichte. Das von André Louf gegründete Bulletin ist in fünf chronologisch gestaffelte Hauptthemenbereiche von der Antike bis zur Gegenwart unterteilt, welche jährlich jeweils durch Beiträge abgedeckt werden. 
1966 wurden in den USA die Cistercian Studies Quarterly als englischsprachiger Ableger der Collectanea gegründet. 